# Shisa kanko

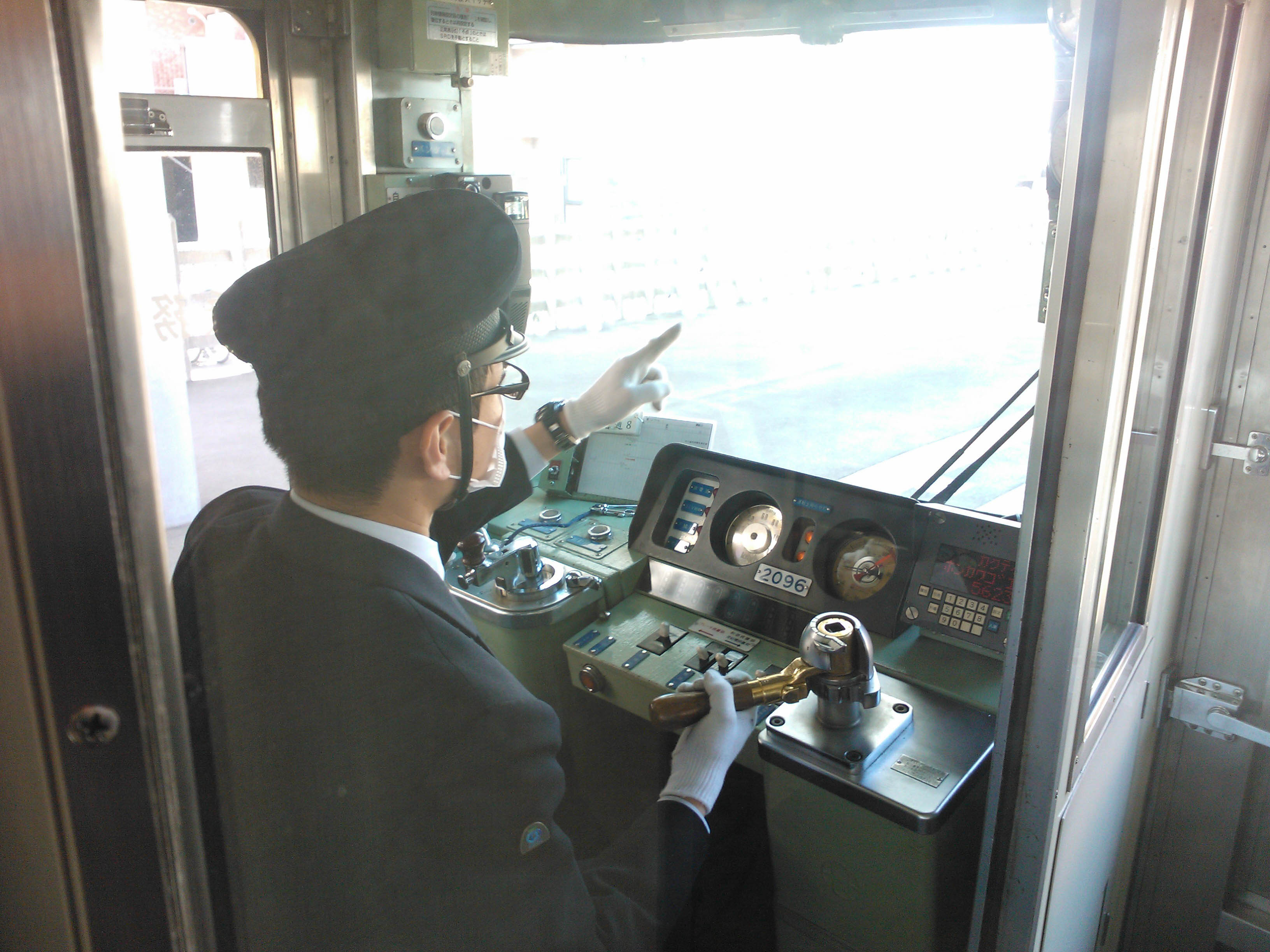
Macchinista della metropolitana di Tokyo che punta e chiama un segnale di linea

Lo shisa kanko (指差喚呼?), detto anche shisa kakunin kanko (指差確認喚呼?) oppure yubisashi koshō (指差呼称?) e traducibile in italiano come “punta e chiama”, è una misura di sicurezza sul lavoro inventata e praticata in Giappone, utilizzata principalmente da chi guida mezzi di trasporto pubblico. La tecnica prevede che le cose importanti siano indicate con il dito indice e chiamate ad alta voce, allo scopo di evitare errori e chiarire ambiguità.
L'esecuzione, spesso molto esagerata, di questa tecnica con forti conferme verbali può essere vista come bizzarra dai turisti che visitano il Giappone. Tuttavia, uno studio dell'Istituto di ricerca e tecnica ferroviaria del 1994, ha dimostrato che lo shisa kanko può ridurre il tasso di errore fino all'85% per mansioni semplici e ripetitive, confermato nel 2011 da uno studio dell'Università di Osaka che ha rilevato anche un miglioramento dei tempi di reazione.

## Storia

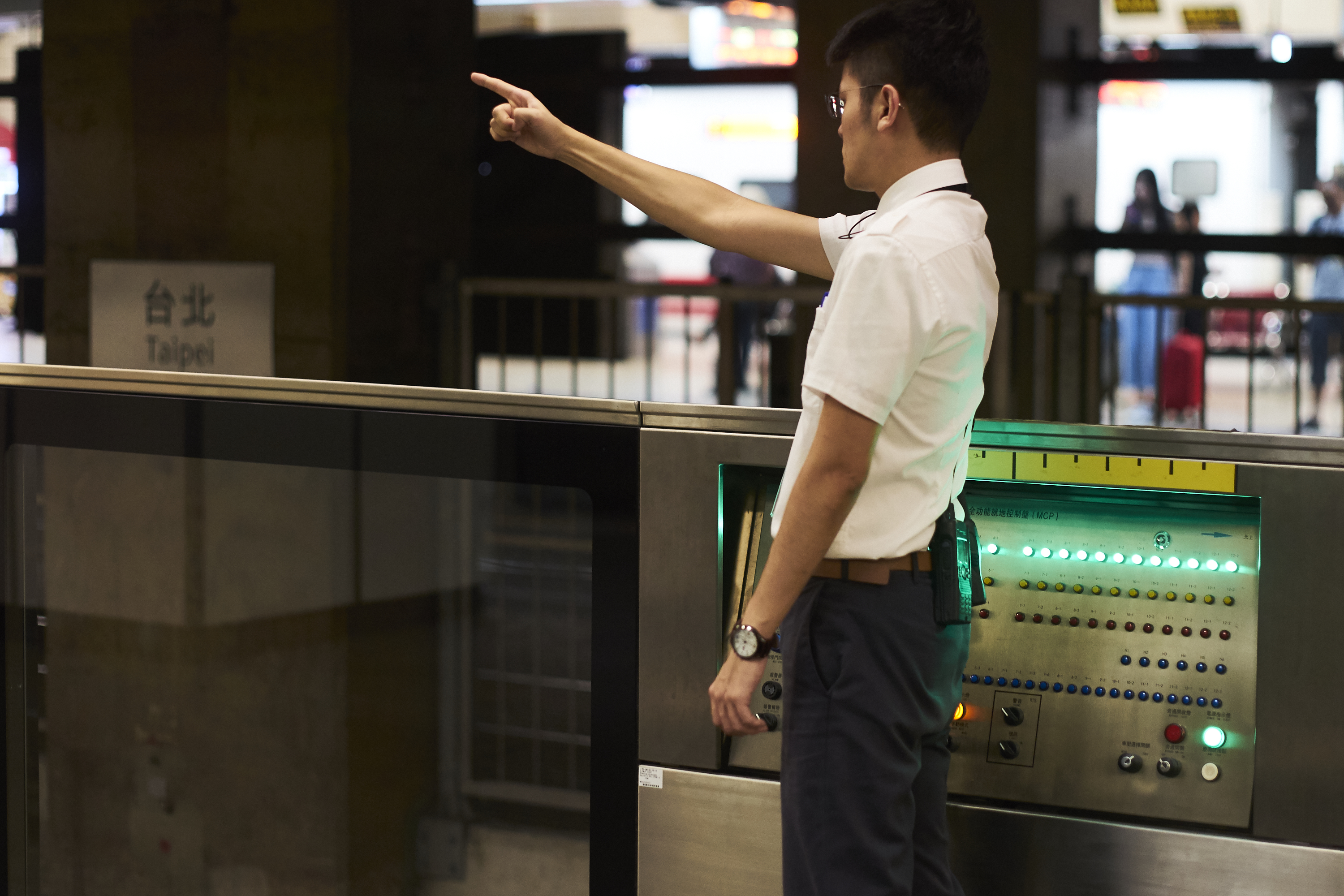
Personale di stazione che "punta e chiama"

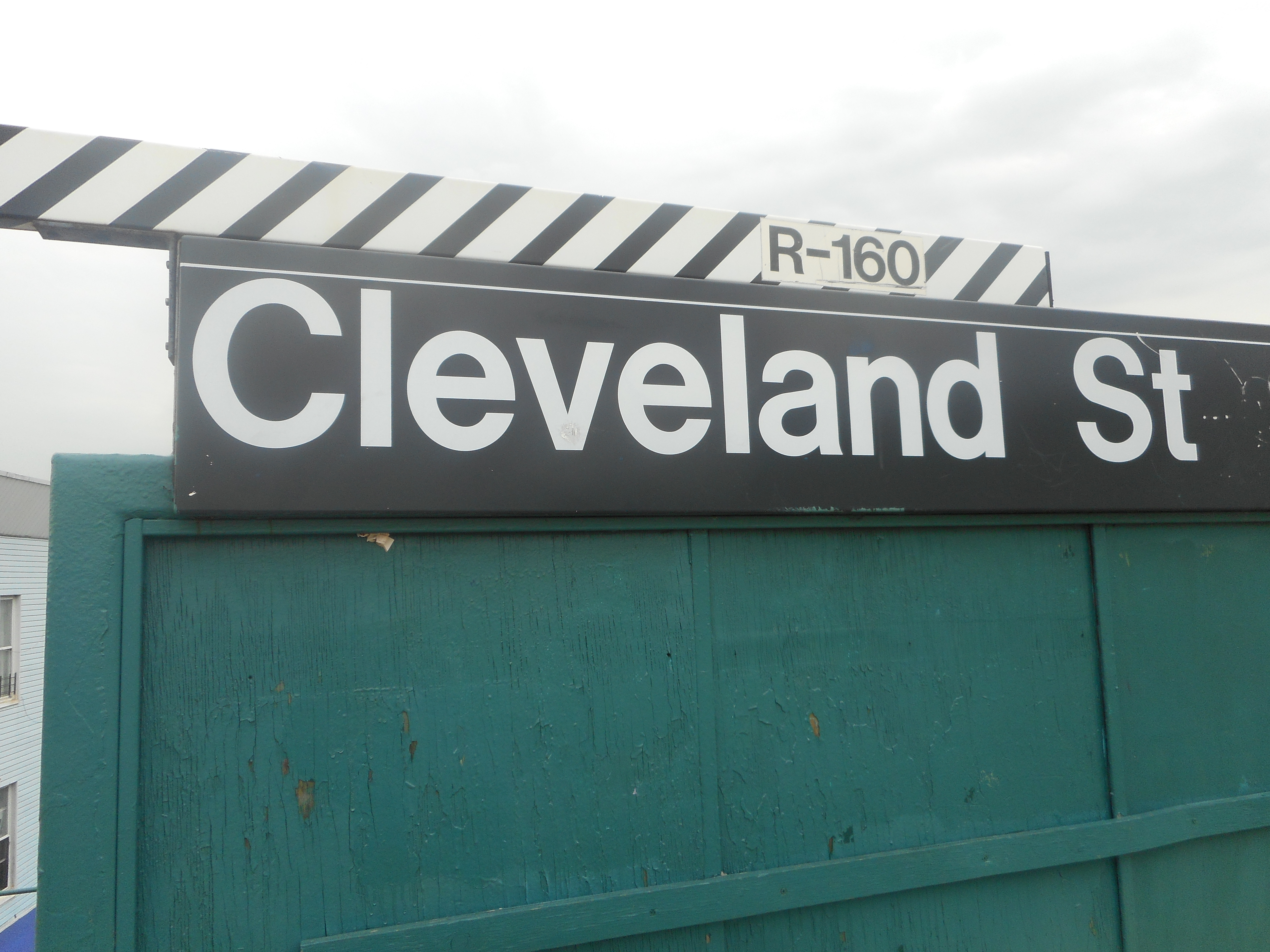
I macchinisti della metropolitana di New York, prima di aprire le porte del convoglio arrivato in stazione, devono puntare con il dito il pannello zebrato e leggere a voce alta il codice alfanumerico della stazione

Questa misura di sicurezza venne inventata alla fine dell'epoca Meiji dal macchinista giapponese Yasoichi Hori: quando si accorse che la sua vista stava peggiorando, iniziò a chiamare i segnali di linea facendoseli confermare dall'assistente istruttore al suo fianco. I responsabili della Ferrovia di Kobe trovarono che fosse un'idea geniale e ne pubblicarono la storia sulla rivista interna Con la locomotiva, rendendola così obbligatoria nel 1913 per tutti i dipendenti delle ferrovie giapponesi. Prima della seconda guerra mondiale, la tecnica venne introdotta anche in Corea e a Taiwan. 
All'inizio del XX secolo, i macchinisti cominciarono a chiamare ad alta voce i segnali di linea, aggiungendo pochi decenni dopo anche il gesto di puntare i segnali con il dito. La tecnica venne sviluppata al fine di generare una gesticolazione espansiva e un tono di voce forte per attirare l'attenzione sugli aspetti essenziali per la sicurezza dei trasporti e rimanere ben concentrati su compiti monotoni. La tecnica dello shisa kanko è stata in seguito adottata anche dal settore industriale e raccomandato esplicitamente dall'Associazione centrale per la prevenzione degli infortuni sul lavoro (中央労働災害防止協会?, Chūōrōdōsaigaibōshikyōkai).
Nel 1996 la metropolitana di New York ha adottato la tecnica del "puntare e chiamare" (pointing and calling): i ferrotranvieri, all'arrivo in stazione e dopo la fermata del convoglio, devono puntare con il dito un pannello zebrato (zebra board) e leggere ad alta voce il codice numerico della stazione che vi è scritto sopra; solo dopo aver compiuto questa procedura possono aprire le porte per far salire e scendere i passeggeri. Nei primi due anni di sperimentazione gli incidenti dovuti al non corretto allineamento del treno rispetto al binario sono diminuiti del 57%.

## Tecnica
Lo shisa kanko mette in atto un meccanismo di azione e reazione tra cervello, occhi, mani, bocca e orecchie dell'operatore: in tale modo, si allenano le capacità motorie e visive dell'operatore, mentre la gestualità affina l'attenzione e promuove il rapido riconoscimento di situazioni al di fuori della norma.